# Jezuitská škola (Olomouc)
Jezuitská škola byla postavena  v letech 1701–1708 v rámci výstavby vysokoškolského areálu, který jezuité v Olomouci postupně budovali na přelomu 17. a 18. století. Budova  v barokním stylu v sousedství kostela Panny Marie Sněžné je zapsána na seznamu chráněných kulturních památek České republiky. Od roku 1959 je ve správě Vlastivědného muzea, které do ní umístilo muzejní sbírky a část odborných pracoven. Stálá expozice Příběh kamene v suterénu budovy představuje exponáty z oblasti geologie, archeologie a lapidária.

## Historie
Základní kámen ke stavbě školy byl položen 11. května 1701. Za autora projektu bývá tradičně považován Giovanni Pietro Tencalla.   Vedením stavby byl pověřen  olomoucký stavitel Adam Glöckel a po jeho smrti  ji v roce 1708 dokončil jeho syn Lukáš.  Autorem kamenických prací, významně dotvářejících monumentální průčelí, byl olomoucký kameník Václav Render. Nástěnné malby, z nichž se dochovaly jen malé fragmenty v aule a divadelním sále, provedl  Jan Kryštof Handke kolem roku 1735. 
Vyučování v nové škole bylo zahájeno v roce 1710.  Po zrušení jezuitského řádu byla budova využívána od roku 1773 c. k. studijním fondem. V roce 1879 budovu převzala armáda.  Pod názvem Stará dělostřelecká kasárna, po vzniku Československa  Husitská kasárna,  fungovala až do roku 1959, kdy budovu  získalo do své správy Vlastivědné muzeum v Olomouci jako depozitář pro své sbírky.
V letech 2005– 2008 proběhla  rozsáhlá oprava celého objektu za cca 120 mil. Kč. Značná část nákladů byla kryta příspěvkem z Fondů EHP a Norska.  V roce 2013 byla v klenutých prostorách přízemí  otevřena expozice Příběh kamene. Návštěvníkům je přístupná v měsících květen–září.

## Popis

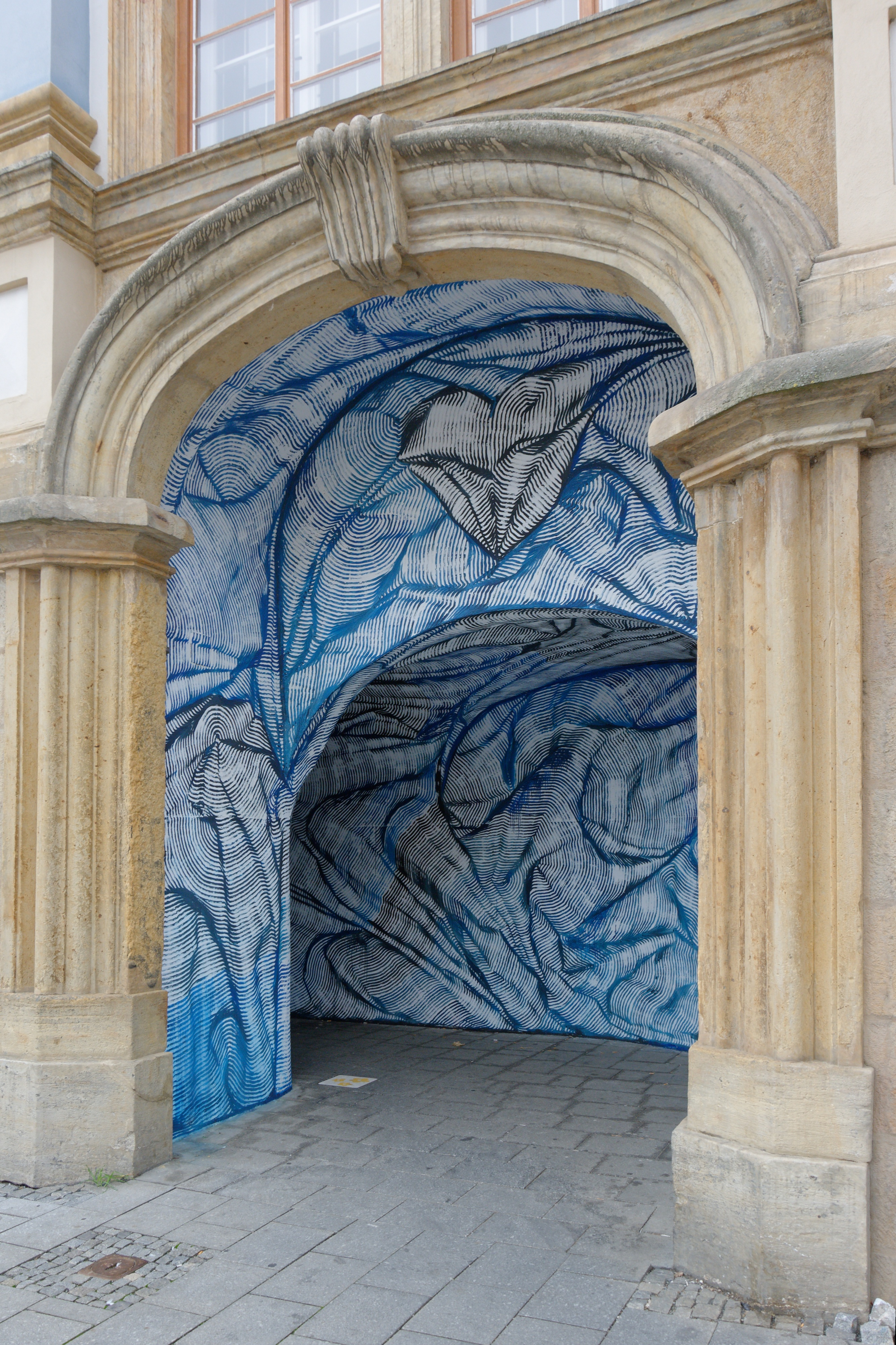
Lomená galerie na nároží bývalé jezuitské školy

Dvoutraktový, třípatrový objekt o čtyřech křídlech tvoří nároží Denisovy a Univerzitní ulice v bezprostřední blízkosti kostela Panny Marie Sněžné.  Zadní  dvoupatrové křídlo objektu, které je kolmo postaveno na hradby, vytváří na ploše pozemku dva dvory.  Křídlo do Denisovy ulice má 5 okenních os a samostatný vstupní portál do prvního dvora s chodbou v patře, původně spojující školu s kůrem kostela Panny Marie Sněžné.  K portálu lemovanému dvojicí toskánských sloupů  vede schodiště, spojovací krček je ukončen štítem završeným šiškou. Průčelí je hladké se zachovaným kamenným ostěním oken. Křídlo do Univerzitní ulice  je jednou zalomené, třípatrové o 9 okenních osách jednoduchých a dvou zdvojených, pod nimiž se nachází původní vstupy do suterénu objektu. Fasáda je členěná zdvojenými pilastry s volutovými hlavicemi, okna zdobena pískovcovými šambránami a nadokenními římsami.  Na parapetech oken v 2. podlaží jsou osazeny kuželkové balustrády.  Střechy všech traktů jsou sedlové. Při celkové opravě počátkem 21. století fasáda získala původní modrobílou barvu.  Fasáda má podnož z režných kamenných kvádrů,  zakončenou kordonovou římsou. V severozápadním nároží je klenutý průchod pro pěší, jehož stěny jsou využívány pro street artovou tvorbu (tzv. lomená galerie). Z Univerzitní ulice je v podnoži prolomeno několik sklepních oken a také vchod do expozice Příběh kamene.